# Koulpèlga
Ne doit pas être confondu avec Kougpéla ou Koulpalga.
Koulpèlga est une localité située dans le département de Kombissiri de la province du Bazèga dans la région Centre-Sud au Burkina Faso.

## Santé et éducation
Les centres de soins les plus proches de Koulpèlga sont le centre médical (CM) et le centre de santé et de promotion sociale (CSPS) de Kombissiri.
Le village possède une école primaire publique.